# Eocollis harengulae
Eocollis harengulae är en hakmaskart som beskrevs av Wang 1981. Eocollis harengulae ingår i släktet Eocollis och familjen Neoechinorhynchidae. Inga underarter finns listade i Catalogue of Life.